# Jessica Harper
Jessica Harper (Chicago, Illinois; 10 de octubre de 1949) es una actriz, escritora, productora y cantante estadounidense. En el cine adquirió fama gracias a las películas de los años 70, entre las que destacan la película de horror Suspiria de Dario Argento y el musical El fantasma del paraíso de Brian De Palma, en la cual también destacó su potencial como cantante.

## Biografía
Jessica Harper es hija de la escritora Eleonor Emery y el pintor Paul Church Harper. Empezó su carrera artística mudándose a Nueva York después de graduarse de la Universidad de Sarah Lawrence. Tiene un hermano gemelo, Charles y dos hermanas, Lindsay Harper duPont y Diane Harper.

### Carrera
Su primer gran lanzamiento fue como suplente en la obra de Broadway Hair. Después de ello siguió como suplente para nombres como Diane Keaton, Keith Carradine y Meat Loaf.
Durante los años 70 y 80 se consagró como una reina de los filmes de culto siendo su primera aparición en El fantasma del paraíso de Brian De Palma, al lado de Paul Williams y William Finley. Luego apareció en la cinta Inserts de John Byrum, una polémica película al lado de Richard Dreyfuss, y por la cual se convirtió en la primera actriz en aparecer en una película teniendo sexo explícito. En 1977 aparece en uno de los clásicos de culto más aclamados de todos los tiempos, Suspiria, del italiano Dario Argento.
También apareció en dos filmes de Woody Allen, La última noche de Boris Grushenko y Recuerdos, en las que trabajó con actores como Diane Keaton, Marie-Christine Barrault y Daniel Stern.
En 1981 aparece en Shock Treatment en la cual demostró su potencial como cantante de rock. También coprotagonizó junto con Steve Martin, Pennies from Heaven.
Al lado de Peter O'Toole protagonizó la comedia Mi año favorito dirigida por Richard Benjamin. Después su carrera como actriz se enfrió debido a que los directores no sabían como aprovechar o utilizar su extraño pero único talento.
Desde 1990 se ha dedicado a escribir libros para niños y componer canciones infantiles. Entre sus recientes incursiones en el cine destacan Minority Report de Steven Spielberg.

### Vida personal
El 11 de marzo de 1989 se casó con el ejecutivo de Twentieth Century-Fox, Tom Rothman, con quien tiene 2 hijas Elizabeth (1989) y Nora (1991).

## Filmografía
| 1972-1974 | Rameau's Nephew por Diderot Wilma Schoen | carácter indefinido  | cine experimental                          |
| 1973      | The Garden Party                         | Peggy                | Cortometraje                               |
| 1974      | Inserts                                  | Cathy Cake           |                                            |
| 1974      | Phantom of the Paradise                  | Phoenix              |                                            |
| 1975      | La última noche de Boris Grushenko       | Natasha              |                                            |
| 1977      | Suspiria                                 | Suzy Bannion         |                                            |
| 1977      | Hawaii Five-O                            | Sunny Mandell        | Serie de televisión, 1 episodio            |
| 1977      | Aspen                                    | Kit Kendrick         | Miniserie                                  |
| 1978      | Little Women                             | Jo March             | Telefilm                                   |
| 1979      | The Evictors                             | Ruth Watkins         |                                            |
| 1980      | Stardust Memories                        | Daisy                |                                            |
| 1981      | Shock Treatment                          | Janet Majors         |                                            |
| 1981      | Pennies from Heaven                      | Joan                 |                                            |
| 1982      | My Favorite Year                         | K.C. Downing         |                                            |
| 1985      | When Dreams Come True                    | Annie                | Telefilm                                   |
| 1986      | The Imagemaker                           | Cynthia              |                                            |
| 1987      | Once Again                               | Carrie               | Telefilm                                   |
| 1988      | The Blue Iguana                          | Cora                 |                                            |
| 1989      | Big Man on Campus                        | Dra. Fisk            |                                            |
| 1989      | Eat a Bowl of Tea                        | prostituta americana | No acreditada                              |
| 1993      | Mr. Wonderful                            | Funny Face           |                                            |
| 1995      | Safe                                     | Joyce                |                                            |
| 1996      | Boys                                     | Mrs. John Baker      |                                            |
| 1996      | The Story First: Behind the Unabomber    | Linda                | Telefilm                                   |
| 1997      | On the Edge of Innocence                 | Alice Walker         | Telefilm                                   |
| 2002      | Minority Report                          | Anne Lively          |                                            |
| 2005      | Crossing Jordan                          | Dorris Meisner       | Serie de televisión, 1 episodio            |
| 2015      | Proof                                    | Virginia Tyler       | Serie de televisión, episodio "St. Luke's" |
| 2018      | Suspiria                                 | Anke Meier           |                                            |
| 2022      | Bones and All                            | Barbara Kerns        |                                            |
| 2023      | Memoria                                  | Samantha             |                                            |
| 2024      | Nightbitch                               | Norma                |                                            |
| 2025      | Fantasy Life                             | Toby                 |                                            |